# Asplenium bourgaei
Asplenium bourgaei är en svartbräkenväxtart som beskrevs av Pierre Edmond Boissier och Carl August Julius Milde. Asplenium bourgaei ingår i släktet Asplenium och familjen Aspleniaceae. Inga underarter finns listade.